# Pierre Scherrer
Pour les articles homonymes, voir Scherrer.
Pierre Scherrer, né le 22 juillet 1909 à Ambérieu-en-Bugey et mort le 13 janvier 1993 à Paris, est un psychiatre et écrivain français. Il est l'auteur d'Un hôpital sous l'Occupation et de Royal Morvan.

## Biographie
Il soutient sa thèse de médecine en 1935 à l'université de Strasbourg et effectue son internat de psychiatrie dans les hôpitaux psychiatriques de la Seine. Il devient chef de service à l'hôpital psychiatrique de Bailleul en 1937. Mobilisé en 1939, il est fait prisonnier par les Allemands puis libéré en 1941.
Pendant l'Occupation de la France par l'Allemagne, en 1942, il est nommé médecin-directeur de l'hôpital psychiatrique d'Auxerre. Il découvre le drame qu'a vécu l'hôpital psychiatrique pendant l'exode de 1940 en France. Il doit gérer l'établissement pendant cette période difficile en faisant face à la pénurie pour les malades et le personnel malgré les réquisitions de l'armée allemande. C'est le sujet d'un ouvrage qu'il publie en 1989 : Un hôpital sous l'Occupation.
En octobre 1944, il s'engage dans le 1er régiment du Morvan, le Royal-Morvan. Le 24, il est blessé lors d'un combat à Château-Lambert. En 1950, Il publie Royal Morvan qui obtient le Prix Général Muteau décerné par l'Académie française.
Il prend sa retraite en 1975 et publie plusieurs autres ouvrages historiques ainsi que des articles et un traité de psychiatrie en quatre tomes. Il meurt le 13 janvier 1993.

## Vie privée
Il est le père du couturier Jean-Louis Scherrer.

## Distinctions
- Prix Général-Muteau pour Royal Morvan en 1951[9]

## Ouvrages
- Royal Morvan, Durassié et Cie (1950)
- Approche clinique de la psychiatrie, 4 tomes, SIMEP (1977)
- L'Hôpital libéré, Atelier Alpha bleue (1989)
- Un Hôpital sous l'occupation, Atelier Alpha bleue (1989)
- Souvenirs d'un psychiatre, Atelier Alpha bleue (1989)
- Le Psychiatre et le criminel, Masson (1990)
- Le psychiatre et la comtesse, Livre à livre (1993)